# Списак кнежева Лихтенштајна
Династија Лихтенштајн добила је име по дворцу Лихтенштајн који се налази у Доњој Аустрији а који је био у поседу ове породице од 1140. године до 13. века и од 1807. године па надаље. Током векова династија је добила бројне поседе највише у Моравској, Доњој Аустрији, Шлезији и Штајерској. Ове територије су држали под сизеренством феудалних господара, највише под члановима различитих бочних линија породице Хабзбург. Пошто ниједна њихова територија није била под директним сизеренством цара Светог римског царства чланови ове династије нису могли да учествују у раду Рајхстага. Династија је тежила да добије посед који неће имати других господара осим њих и цара Светог римског царства као њиховог феудалног господара. Ово су и постигли 1699. и 1712. када су добили Шеленберг и Вадуц.
Дана 23. јануара 1719. Карло VI, цар Светог римског царства прогласио је уједињење Вадуца и Шеленберга у јединствени посед који је по Антону Флориану од Лихтенштајна назван Лихтенштајн. Династија је тако добила могућност да учествује у раду Рајхстага.
Кнез Лихтенштајна има веома велика овлашћења. На референдуму одружаном 2003. године изгласан је Ханс-Адамова ревизија устава којом му се дају већа овлашћења. У промене је такође укључена и републиканска опција, према којој принц формално не би имао право да стави вето на било коју одлуку о успостављању републике, као и право парохија на отцепљење као надокнаду за признавање кнежевине. Принц Ханс-Адам је запретио да ће се он и његова породица преселити у Аустрију ако референдум не успе. Упркос противљењу Марија Фрика, бившег премијера, гласачко тело је гласало за на кнежевом референдуму.
Дана 15. августа 2004. кнез Ханс-Адам II је формално поверио вођење свакодневних политичких активности свом сину принцу Алојзу, али је он и даље остао шеф државе.

## Списак кнежева Лихтенштајна
| #   | Слика | Име                | Кнез од | Кнез до  |
| --- | ----- | ------------------ | ------- | -------- |
| 1.  |       | Карло I            | 1608.   | 1627.    |
| 2.  |       | Карл Еузебијус     | 1627.   | 1684.    |
| 3.  |       | Ханс-Адам I        | 1684.   | 1712.    |
| 4.  |       | Јозеф Вензел       | 1712.   | 1718.    |
| 5.  |       | Антон Флоријан     | 1718.   | 1721.    |
| 6.  |       | Јозеф Јохан Адам   | 1721.   | 1731.    |
| 4.  |       | (Јозеф Вензел)     | 1732.   | 1745.    |
| 7.  |       | Јохан Непомук Карл | 1732.   | 1748.    |
| 4.  |       | (Јозеф Вензел)     | 1748.   | 1772.    |
| 8.  |       | Франц Јозеф I      | 1772.   | 1781.    |
| 9.  |       | Алојз I            | 1781.   | 1805.    |
| 10. |       | Јохан I            | 1805.   | 1836.    |
| 11. |       | Алојз II           | 1836.   | 1858.    |
| 12. |       | Јохан II           | 1858.   | 1929.    |
| 13. |       | Франц I            | 1929.   | 1938.    |
| 14. |       | Франц Јозеф II     | 1938.   | 1989.    |
| 15. |       | Ханс-Адам II       | 1989.   | Тренутно |